# نمودار دایره‌ای

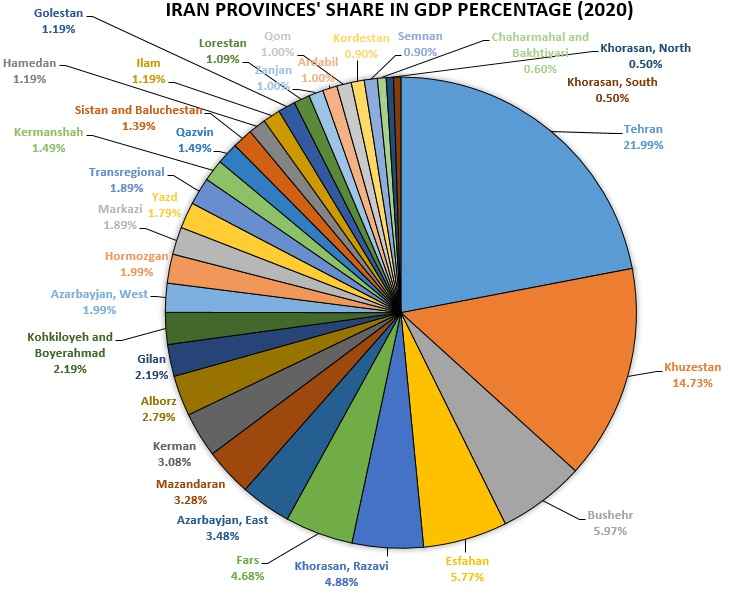
نمودار دایره‌ای سهم تولید ناخالص داخلی در استان‌های ایران

نمودار دایره‌ای یا گراف دایره‌ای، (به انگلیسی: pie chart - circle graph) نموداری دایره‌ای است که به بخش‌های گوناگون بخش می‌گردد. جدا کردن بخش‌ها در نمودار دایره‌ای، نسبت و تناسب میان اجزای نموداری را تعیین می‌کند. در نمودار دایره‌ای اندازه طول کمان و به پیروی از آن زاویه و مساحت قطاع هر بخش، میزان بزرگی مؤلفه نموداری را مشخص می‌کند.

## انواع

### نمودار دونات
نمودار دونات یک نوع از نمودار دایره‌ای است که به‌صورت دایرۀ توخالی به منظور نمایش سهم هر جزء از کل استفاده می‌شود.

## نگارخانه
